# 김수길 (영화인)
김수길(일본어: 金 秀吉, 일본어: 킨 히데요시, 1961년 11월 27일 ~ )는 일본의 영화 감독, 각본가, 프로듀서로, 오사카부 오사카시 출신이다.